# Boise
Boise er hovedstaden og den største by i den amerikanske delstat Idaho, og administrativt centrum i det amerikanske county Ada County. Byen har (pr. 2010) et indbyggertal på 205.671, hvilket gør det til den fjerdestørste by i den nordamerikanske geografiske region Pacific Northwest. Målt på befolkningstal er det desuden den 104. største by i USA.
Boises borgmester er (pr. april 2011) David H. Beiter fra Demokraterne.

## Kendte personer fra Boise
- Robert Adler, opfinder
- William Agee, forretningsmand
- Joe Albertson, forretningsmand
- Kristin Armstrong, cykelrytter
- James Jesus Angleton, CIA-topchef
- Bill Buckner, baseballspiller
- John Sanford Cole, militærmand
- Heather Cox, sportsvært
- Frank Church, senator
- John M. Haines, borgmester
- Mark Gregory Hambley, ambassadør
- Gene Harris, jazzmusiker
- Michael Hoffman, regissør
- Howard W. Hunter, religiøs leder
- Dirk Kempthorne, borgmester
- George Kennedy, skuespiller
- Mark Levine, jazzmusiker
- Doug Martsch, musiker
- Brett Nelson, musiker
- Torrie Wilson, modell, bryder og entertainer

## Ekstern henvisning
- Boises hjemmeside (engelsk)